# Гірне (Стрийський район)
Гі́рне — село в Україні, у Грабовецько-Дулібівській сільській територіальній громаді Стрийського району Львівської області. Населення становить 1740 осіб (2001).

## Географія
Розташоване на південний захід на віддалях: від районного центру — м. Стрий — 12 км, від обласного центру — 70 км. Біля села проходить міжнародна автотраса Київ — Чоп та відтинок залізничної колії Львів — Чоп. Гірне знаходиться на лівому березі річки Стрий, тягнеться вздовж річки 7 км.

## Історія
Перша письмова згадка про Гірне датується 1472 роком.

## Політика

### Парламентські вибори, 2019
На позачергових парламентських виборах 2019 року у селі функціонувала окрема виборча дільниця № 461443, розташована у приміщенні будинку культури.
Результати
- зареєстровано 1260 виборців, явка 69,21 %, найбільше голосів віддано за «Слугу народу» — 24,08 %, за «Європейську Солідарність» — 23,28 %, за партію «Голос» — 18,69 %.[4] В одномандатному окрузі найбільше голосів отримав Андрій Кіт (самовисування) — 28,36 %, за Євгенія Гірника (самовисування) — 21,13 %, за Володимира Наконечного (Слуга народу) — 17,45 %[5].

## Населення

### Мова
Розподіл населення за рідною мовою за даними перепису 2001 року:
| Мова       | Кількість | Відсоток |
| ---------- | --------- | -------- |
| українська | 1736      | 99.77 %  |
| російська  | 4         | 0.23 %   |
| Усього     | 1740      | 100 %    |

## Релігія
- церква Покрови Пресвятої Богородиці (1862, дерев'яна)[3].

## Пам'ятники
30 грудня 2018 року в селі відкрито пам'ятник Василю Нагірному.

## Відомі люди

### Народилися
- Нагірний Василь Степанович (1848—1921) — видатний український архітектор та громадський діяч.
- Трух Григорій Андрій (1894—1959) — командир сотні УСС, згодом монах-василіянин.
- Козак Едвард Теодорович (1902—1992) — графік, маляр, письменник.
- Чорна Марта (?–1943) — розвідниця УПА.
- Стадник Богдан Іванович (1936—2022) — український метролог.
- Заяць Роман Михайлович (1957) — український журналіст, редактор, управлінець.
- Шимков Іван (1987—2022) — український військовий, учасник російсько-української війни, військовослужбовець 65-го окремого батальйону територіальної оборони, 103 ОБрТрО.
- Klavdia Petrivna (Соломія Опришко, 2005) — українська співачка.

### Працювали
Парохом села був Василь Залозецький — батько українського вченого, винахідника, громадського діяча Романа Залозецького-Саса.
У селі вчителювала Марія Юрчак — учасниця підпілля, секретар відділу пропаганди ОУН.